# Meißner Fischerhäuser
Die Meißner Fischerhäuser sind ein Ensemble von kleinen Häusern in der sächsischen Stadt Meißen. Die als Kulturdenkmal geltenden Häuser befinden sich linkselbisch vor der alten Elbbrücke, direkt hinter der Geipelburg. Es ist Volksarchitektur des seit den 1960er Jahren nicht mehr existenten Berufsstandes „Fischer“ zu sehen. In den Jahren vor 2008 wurden die Wohnhäuser saniert und konnten zum Tag des offenen Denkmals besichtigt werden. Die nächste Besichtigung wird 2011 möglich sein.